# Sándor Hódosi
Sándor Hódosi (n. 28 aprilie 1966, Budapesta, Republica Populară Ungară) este un caiacist ce a reprezentat Ungaria, medaliat olimpic. A participat la o ediție a Jocurilor Olimpice (1988) în care a câștigat o medalie de aur.